# Eremnophila binodis
Eremnophila binodis är en biart som först beskrevs av Fabricius 1798.  Eremnophila binodis ingår i släktet Eremnophila och familjen grävsteklar. Inga underarter finns listade i Catalogue of Life.